# Крчин
Крчин је планина на граници између Северне Македоније и Албаније која се протеже дуж планине Дешат и дела планинског масива Шар-Кораб-Дешат-Крчин-Стогово-Караорман. Представља најдужи део ланца планинског масива Кораб-Десхат-Крчин.

## Локација
Планина се протеже од Суве Баре (2.080 м) на северу, до дна дебарске котлине на југу. Има изражени гребен (облик рељефа) са којег се издвајају врхови од преко 2.000 метара. Највишљи је Велики Крчин (2.341 м), затим Рудина 2.238 м, Дели Сеница (2.174 м) и Црвена Плоча (2.107 м).

## Галерија
- Поглед на највиши врх на гребену Крчина.
- Коњ на планини Крчин
- Поглед на гребен и на највиши врх Крчина.